# Lidingö församling
Lidingö församling är en församling i Solna kontrakt i Stockholms stift. Församlingen omfattar hela Lidingö kommun i Stockholms län. Församlingen utgör ett eget pastorat.

## Administrativ historik
Församlingen bildades 16 september 1653 genom en utbrytning ur Danderyds församling och Solna församling. Den 1 januari 1970 överfördes från Lidingö församling till Danderyds församling ett område med 27 invånare och omfattande en areal av 0,37 km², varav allt land.

### Pastorat
- 16 september 1653 till 1 maj 1907: Annexförsamling i pastoratet Danderyd och Lidingö.[2]
- Från 1 maj 1907: Församlingen utgör ett eget pastorat.[2]

## Areal
Lidingö församling omfattade den 1 januari 1952 en areal av 30,52 km², varav 30,14 km² land. Efter nymätningar och arealberäkningar färdiga den 1 januari 1955 omfattade församlingen den 1 januari 1961 en areal av 31,06 km², varav 30,73 km² land. Den 1 januari 1975 omfattade församlingen en areal av 30,7 km², varav 30,4 km² land.

## Kyrkobyggnader
- Lidingö kyrka
- Breviks kyrka
- Bodals kyrka
- Rudboda kyrka
- S:ta Anna kapell

Grönsta prästgård vid Grönsta gärde är prästboställe för Lidingös kyrkoherde.

## Kyrkoherdar
| Ämbetstid | Namn                        | Levnadstid | Övrigt |
| --------- | --------------------------- | ---------- | ------ |
| 1956–     | Carl Ragnar Bertil Stenberg | 1904–1976  |        |
| 2000–2006 | Åke Bonnier                 | 1957–      |        |
| 2007–2018 | Carina Nilsson              |            |        |
| 2018–2023 | Magnus Östling              |            |        |

### Komministrar
| –1655     | Israel Olai Acrelius   |           |                                               |
| 1658–1668 | Olof Petri Lundelius   | –1701     | Senare kyrkoherde i Danderyds församling.     |
| 1678–1687 | Eric Wellstadius       |           | Senare komminister i Kalmars församling.      |
| 1687–1703 | Nils Fast              | –1717     | Senare kyrkoherde i Danderyds församling.     |
| 1703–1706 | Magnus Sjöholm         | –1706     |                                               |
| 1706–1716 | Georg Tillaeus         | –1732     | Senare komminister i Sankt Jacobs församling. |
| 1717–1720 | Olof Luthén            | –1720     |                                               |
| 1722–1759 | Pehr Insulander        | 1689–1759 |                                               |
| 1759–1767 | Anders Falcker         | 1733–1767 |                                               |
| 1768–1769 | Carl Gustaf Rehnström  | 1734–1811 | Senare kyrkoherde i Öja församling.           |
| 1770–1775 | Nils Serzelin          | 1728–1775 |                                               |
| 1776–1781 | Anders Melin           | 1748–1803 | Senare kyrkoherde i Åtvids församling.        |
| 1781–1794 | Anders Palmgren        | 1755–1801 | Senare kyrkoherde i Västerlösa församling.    |
| 1794–1800 | Pehr Daniel Lundström  | 1762–1830 | Senare kyrkoherde i Danderyds församling.     |
| 1800–1824 | Jonas Strömvall        | 1769–1840 | Senare kyrkoherde i Veta församling.          |
| 1826–1831 | Anders Gustaf Brodin   | 1787–1831 |                                               |
| 1832–1849 | Per Abraham Printz     | 1802–1878 | Senare kyrkoherde i Bromma församling.        |
| 1849–1878 | Karl Stolpe            | 1807–1878 |                                               |
| 1881–1889 | Erik Emanuel Wahlström | 1847–1889 |                                               |
| 1891–1894 | Karl Teodor Karlson    | 1847–1917 | Senare kyrkoherde i Huddunge församling.      |

## Organister
| Ämbetstid | Namn                 | Levnadstid | Övrigt    |
| --------- | -------------------- | ---------- | --------- |
| 1951–1964 | Uno Änggård          | 1914–      | Organist. |
| 1963–1964 | Erik Birger Eriksson | 1917–      | Organist. |